# けっこう仮面
『けっこう仮面』（けっこうかめん）は、永井豪とダイナミックプロによる日本の漫画作品。『月刊少年ジャンプ』（集英社）に連載された。

## 概要
『月刊少年ジャンプ』1974年9月号に読み切りとして発表。顔を隠して体を隠さない怪人少女「けっこう仮面」が、スパルタ学園内で行われる体罰から女生徒・高橋真弓を助け出す。「けっこう仮面」の正体を暴こうと学園長・サタンの足の爪は生徒らを身体検査にかけるが、そこに現れた「けっこう仮面」にまたしてもやられてしまう。「『少年ジャンプ』がまた掲載させてくれるなら、次こそは「けっこう仮面」の正体を暴いてくれる」と負け惜しむサタンの足の爪の要望に応え、1975年2月号、5月号、8月号と読み切りとして掲載、1975年10月号より連載化。以後、好評のまま連載は続き、1978年2月号で全30話で完結した。変身ヒロイン物であるにもかかわらず「けっこう仮面」の正体が読者にも知らされず、作品中で様々なヒントが投げかけられる独自の作風を貫いている。正体と思われた人物は次々と否定され、最終話で真相が確定するが、豊福きこうとの対談で作者は途中まで何も考えていなかったことを認めている。

## あらすじ
どこの誰かは知らないけれど　カラダはみんな知っている…。
長野県の山奥深くにある恐怖の進学校「スパルタ学園」。有名高校への進学率100%のこの学園では、日夜過剰な体罰を行っている。そこに現れたのは、赤で統一した全頭型マスク・マフラー・グローブ・ブーツを着けているが、それ以外は全裸という謎の少女「けっこう仮面」だった。彼女の魅惑的な姿に「けっこう!」と叫びやられていく仕置き教師達。学園長「サタンの足の爪」は学園内部に「けっこう仮面」がいると判断し、あぶり出しにかかるのだった。

## 登場人物

### 主要人物
けっこう仮面
顔を隠して体を隠さない全裸の女であり、謎の正義の味方。『月光仮面』のパロディで、テーマソングは「月光仮面は誰でしょう」の替え歌。武器はヌンチャクと己の裸体で、大股開きで敵の顔にめがけて飛びつき呼吸困難に陥らせる「おっぴろげジャンプ」が必殺技（けっこう仮面の股間に目を奪われてしまうので、男性には回避不能）。スパルタ学園の女生徒が体罰により辱めを受けると現れ、女生徒達から「けっこうのおねえさま」と慕われている。「けっこう仮面は誰でしょう?」が本作品のテーマ。その正体は、夏綿けい子を長姉とする結花・千草・面光一・若月香織・紅恵の6人姉妹である。受験ノイローゼによる自殺者の多発によりスパルタ学園に疑問を抱いた教育特捜局に派遣され、内偵の末に最終話で壊滅指令が下った。
結花千草（ゆうか ちぐさ）
2年A組の生徒。けっこう仮面の正体ではないかと疑われた最初の人物。実は一卵性双生児の姉妹・結花（ゆか）と千草が二人一役で「結花千草」を演じていた。双児ゆえに瓜二つだが、肉体は微妙な違いがあるらしい。真弓と七エロ仮面（江口奈々）、そしてゲリー・パックがその差異に気づいている。バレないように気をつけてはいるが、ゲリーが下痢に悩まされていたがゆえに落ち合う場所に決めたトイレで双児であることを知られてしまうなど極々稀に隙が出来ることがある。
夏綿けい子（なつわた けいこ）
体育教師。A級ライセンスを持ち、月給100万円以上。数少ない生徒想いの教師。生徒を守ろうと奮闘するが、ほぼ毎度あっさりと全裸にされてしまう。なぜかサタンに反抗しても毎回処分は受けない。6人姉妹の長姉。
面光一（おもて こういち）
夏綿けい子の妹。男子高校に入学を希望しているために女であることを隠していたことから、学園長に疑われた。男なら恥ずかしくないという理由で、幾度となく衣服や水着を没収される。つけ眉毛と男性器のおもちゃを着用している。
若月香織（わかつき かおり）
保健室の先生。実写版オリジナルビデオの第1作目では生徒役の名前だったが、第2作目では原作どおりに校医の役。
紅恵（くれない けい）
女番（すけばん）。真弓は「まさかスケバンが」と思うが、後ろ姿がけっこう仮面に似ていると感じた。スーパー黄金バットマンの罠に嵌まり、捕えられ衣服を全て没収され全裸のまま馬に乗せられ校内を引き廻される。

サタンの足の爪
スパルタ学園の学園長。『月光仮面』の宿敵「サタンの爪」のパロディキャラ。悪魔の足と爪が描かれた仮面をつけており、スパルタ教育の名目で女生徒へのハレンチ行為を繰り返す変態中年。その障害である「けっこう仮面」の正体を暴こうとする。姪の朱美によれば"栄光ある佐丹一族"の一員だが、「けっこう仮面」の活躍（学園長にとっては暗躍）により進学率が低下したため、恥さらしと顰蹙を買ってしまう。乳房を舐めて「けっこう仮面」が複数存在することを気づき、金を惜しまずスーパー黄金バットマンを雇ったりもした。最終話では、その衝撃の正体がサタンの足の爪のアカである事が暴かれ、もはやこれまでと崖から飛び降り命を絶つ。
なお、二つ名である「サタン」とは前述の「佐丹一族」に由来するもので、聖書等に登場する悪魔王のサタンとは関係がない。
高橋真弓（たかはし まゆみ）
スパルタ学園1年S組の生徒。彼女が体罰を受けるたびに「けっこう仮面」が現れるということを学園長に気づかれて以降、ことあるごとに仕置き教師たちから辱めを受けることになる。結花千草の或る部分の微妙な違いに、そして紅恵の後姿が「けっこう仮面」に似ていることにも気づくなど観察眼は良い。また彼女自ら「けっこう仮面」に扮した事もあるが、しおき教師達にあっさりと敗北した。

## サブタイトル、パロディキャラクター
サブタイトル・構成は角川文庫版（全3巻）の目次（各巻2-3頁）による。特に表記のないものは男性。
各回に登場するゲストキャラクターは一部を除き役回り上は悪役であり、既存の有名作品のパロディキャラクターである。けっこう仮面に倒されるなどの敗退時には、モデルとなった作品の作者に対して「○○先生ごめんなさい」と言い残して力尽きるのがお約束。
| サブタイトル            | パロディキャラクター                              | 原作 / 原作者                                       | 備考 |
| ----------------------- | ------------------------------------------------- | --------------------------------------------------- | --- |
| 美しき勇者!けっこう仮面 | 血狂魔剣の助                                      | 『矢車剣之助』 / 堀江卓                             | 結花千草初登場                                                                                               |
| 震える白い肌            | 齢十郎 四五七（十郎の部下で、読みは「しごしち」） | 祝十郎および部下の五郎八（『月光仮面』） / 川内康範 | 『刑事コロンボ』のコロンボ似の探偵。 夏綿けい子初登場                                                        |
| 盗撮!ボディショット     | 悪童鈴の助                                        | 『赤胴鈴之助』 / 武内つなよし                       | 面光一初登場                                                                                                 |
| 危険な罠!公開おしおき   | 鉄人似獣八五郎                                    | 鉄人28号 / 横山光輝                                 | 日本プロレス界の鉄人 試合で何人もの相手選手を殺し永久追放された                                              |
| 怒りの聖拳!六尺棍       | 同上                                              | 同上                                                | |
| 悪夢の生体解剖          | 弁教師                                            | ベン・ケーシー                                      | しおき教師ではない一般の理科教師だが、解剖好きの変態 「○○先生～」は無し                                      |
| 反逆のメロディー        | 干病魔 大リーグ筆記試験ギブス                     | 星飛雄馬（『巨人の星』） / 梶原一騎・川崎のぼる     | 父親は干一穴（星一徹）                                                                                       |
| 華やかなる招待          | イガガリくん                                      | 『イガグリくん』 / 福井英一                         | 高橋真弓と同じクラスのガリ勉の生徒 けっこうの活躍で授業が遅れたため、真弓を逆恨みする 学園の刺客ではない     |
| 美しき容疑者            | 多羅尾番外                                        | 『多羅尾伴内』 / 比佐芳武 片岡千恵蔵版              | 「片岡先生～」と言い残す 2人目の結花千草登場                                                                 |
| 抑えきれない欲望        | 下下下の下太郎 （墓場下太郎）                     | 『ゲゲゲの鬼太郎（墓場の鬼太郎）』 / 水木しげる     | カンニング常習犯の落ちこぼれ生徒 ペットの蛇を笛で操る特技を持つ サタンのお墨付きをエサにされ、けっこうと戦う |

| サブタイトル       | パロディキャラクター        | 原作 / 原作者                                    | 備考 |
| ------------------ | --------------------------- | ------------------------------------------------ | --- |
| 転校生は媚薬の香り | まぼろしパンツ（藤進）      | 富士進（『まぼろし探偵』） / 桑田次郎            | 後発作「まぼろしパンティ」およびその主人公の藤寿々美とは無関係 |
| 青い果実の毒       | 少女王者 牧村真子           | 牧村真吾（『少年王者』） / 山川惣治              | 世界最強の女性と知られた女刺客 その実力はけっこう仮面に対しても優位で戦いを進めていたが、腰みのをはぎ取られたことにより動きが止まってしまい敗北                                                                                 |
| この胸のときめきを | 鉄椀オツム （豚馬飛雄）     | 天馬飛雄（『鉄腕アトム』） / 手塚治虫            | 「手塚先生ごめんなさい」に対して、手塚が「僕は関係ありません」と憤慨しているコマあり |
| 愛と青春の鼓動     | リボンの志士 （紗琲愛）     | リボンの騎士（『サファイア姫』） / 手塚治虫      | 敵ではなく、けっこうに憧れパートナーを目指した女生徒 前話と同じく「ごめんなさい」と言われた手塚は、もっと怒ってしまう 本話には高橋真弓が登場しない                                                                              |
| 女帝軍団の陰謀     | 裁縫部009と 島村お嬢        | 島村ジョー（『サイボーグ009』） / 石ノ森章太郎   | 学園の刺客ではなく、けっこう仮面に化け悪事を働いた メンバー9人とも女性 学園の資金を狙い学園長とも敵対した 本話も高橋真弓が登場しない                                                                                            |
| 復讐のレクイエム   | オメンホテップ （牧村真子） | アメンホテップ（『少年王者』） / 山川惣治        | 正体は「青い果実の毒」にて登場した少女王者こと牧村真子 前回の戦いで敗因を知った真子がマスクを付けることにより弱点を克服し、けっこうを追い詰めていたが仮面が割れ素顔を晒してしまったことにより動きが止まりまたも敗北してしまう。 |
| エンドレスサマー   | 丸ゴチ （丸ゴチエ門）       | 丸ゴシ（荒木又右衛門） 『ハレンチ学園』 / 永井豪 | 「永井先生ごめんなさい」に対し、永井が「あー、いいよ許す許す」と答えているコマあり |
| 恐怖の訪問者       | 乳房の小天狗 （佐丹朱実）   | 『朱房の小天狗』 / うしおそうじ                  | 学園長の姪 けっこう仮面をダウンさせたが、勝利に歓喜して駆け寄った学園長が躓き、倒れかかった際にコスチュームを脱がせてしまい、動揺した隙を突かれて倒された。 リボンの志士再登場                                                  |
| 大いなる野望       | 七エロ仮面 （江口奈々）     | 『七色仮面』 / 川内康範                          | けっこうに成り代わり、生徒達のヒロインになろうとした女生徒 腹黒く、でっちあげ事件により生徒達を陥れたうえで自ら救う 結花がその罠に嵌り、壮絶な公開拷問を受ける羽目に陥る。学園の刺客ではない                                    |

| サブタイトル             | パロディキャラクター                                | 原作 / 原作者 | 備考                                                                                                |
| ------------------------ | --------------------------------------------------- | --- | --------------------------------------------------------------------------------------------------- |
| 美しき獲物たち           | 無情ノ介                                            | 『無用ノ介』 / さいとう・たかを                                                                                           | 若月香織初登場                                                                                      |
| 下半身暴走教師           | 猛劣先生                                            | 『もうれつ先生』 / 寺田ヒロオ                                                                                             | 勤務先の学校で女生徒に猥褻行為を働きそのつど免職になっている 字名の「猛劣」は「猛々しく劣る」の意味 |
| 地獄の番犬ゲリー・パック | ゲリー・パック                                      | 『ビリー・パック』 / 河島光広                                                                                             | 結花千草の二人一役を見破る                                                                          |
| 迷宮の悪夢               | 同上                                                | 同上 | |
| 森に棲む野獣             | タタリ一族                                          | 『ワタリ』 / 白土三平 | |
| 聖女のもだえ             | 同上                                                | 同上 | |
| 魔性の快楽               | ザ・ピンクペア （学園長と教頭）                     | 名称は『ピンク・レディー』と『ビューティ・ペア』の混成 衣装はロックバンド『ザ・ランナウェイズ』のシェリー・カーリーのもの | 「○○先生～」は無し                                                                                  |
| 非情の学園               | スーパー黄金バットマン ウルトラQ太郎 仮面ライオン丸 | 『スーパーマン』と『黄金バット』と『バットマン』 『ウルトラQ』と『オバケのQ太郎』 『仮面ライダー』と『快傑ライオン丸』    | 紅恵初登場 仮面ライオン丸は「あばしり一家」にも登場したが、本作とは無関係                           |
| 怒りの逆襲               | 同上                                                | 同上 | 紗琲愛（リボンの志士）登場                                                                          |
| 輝く季節の中で           | 同上                                                | 同上 | 同上                                                                                                |

### 派生作品でのパロディキャラクター
原作には登場しないキャラクター
朱悪津ネガ太郎
アーノルド・シュワルツェネッガーのパロディ。OVAに登場。

## 必殺技・得意技
武器によるものと肉体を使うものがある。肉体系は「おっぴろげジャンプ」が使用回数・バリエーション共に多い。また、複数で使う技が含まれる。おっぴろげジャンプ系については後述する。
移動手段としては、気球と馬が使われている。
武器
ヌンチャク
第1話から装備している基本武器。おっぴろげジャンプからヌンチャクによる打撃で止めを刺すパターンが多い。
ブーツに仕込んだナイフ
「怒りの聖拳!六尺棍」のみ使用。鉄人似獣八五郎の片目を奪った。
超合金ニューZ製の六尺棍
「怒りの聖拳!六尺棍」のみ使用。鉄人似獣八五郎を、はるか彼方に殴り飛ばした。
肉体を使った技
肉体美
「華やかなる招待」にて。技名はないが、セクシーな動きで肢体を披露し、イガガリくんを心臓マヒに陥れた。
さかだちキック
「青い果実の毒」にて使用。ここから足を広げた状態で首じめを狙ったが、相手が少女王者（牧村真子）だったために失敗した。
Y字バランス
「この胸のときめきを」（鉄椀オツム戦）のみ使用。相手の視線を釘付けにする技で、この隙に「けっこうチョップ」で止めを刺した。
以下はOVA版テーマソング「モロダシ・ヒロインけっこう仮面」の歌詞に登場した技名（おっぴろげジャンプも歌われている）で、「デビルマンのうた」の同様パートを真似て作られたこともあり、実際の使用有無は不明。
デカパイロック
（ショッキングピンクの）熱光線
ヒップボンバー
すっぽんぽんアタック
柔肌固め
デルタホールド

### おっぴろげジャンプと派生技
第1話以降頻出する定番技。
まずジャンプし、そこから大開脚する。ほぼ180度脚が開いた状態になり、どんな男性も股間に目を奪われてしまう（「エンドレスサマー」の丸ゴチ、「美しき獲物たち」の無情ノ介で明言）。目を奪われた敵が「○○、けっこう～!」というリアクションを見せた隙に乗じ、ヌンチャクなどで打撃を加えるフィニッシュホールドとして多用された。
以下はおっぴろげジャンプの派生技など。
ダブルおっぴろげジャンプ
高橋真弓と2人で行った。「転校生は媚薬の香り」で使用。けっこう仮面のみ、ここから「ちっ息○○○○じめ」に移行した。
ちっ息○○○○じめ
「転校生は媚薬の香り」で使用。おっぴろげジャンプ後の着地の際、相手の頭部を太ももで挟む（顔は股間に密着する）。
- 先に「反逆のメロディー」にて似た技の使用例あり。この時はおっぴろげジャンプから飛びついて相手の頭部を両足で挟み（頭部は股間に密着）、そのまま投げ技に移行し頭部を床に叩きつけた。

後に「復讐のレクイエム」において、敵のオメンホテップ（少女王者こと牧村真子）が使用した。この時は両足で相手（けっこう仮面）の頭部を固定したまま、木にぶら下がっている。
リボンの志士によるおっぴろげジャンプ
「愛と青春の鼓動」にて使用。股間を大きなリボンで隠していたために失敗した。
本家おっぴろげジャンプ
上記の後で披露。しおき教師3人をノックアウトした。
新月面空中股びらき
「エンドレスサマー」にて丸ゴチに使用。おっぴろげジャンプの前に月面宙返りが加わる。
おっぴろげ唐竹割り
「美しき獲物たち」で無情ノ介に使用。おっぴろげジャンプの後で上段からヌンチャクを頭部に打ち込む。
けっこう忍分身五つ身の術
けっこう仮面が5人になる。敵をかく乱し、フライング○○○○アタックにつなぐ。
新必殺技フライング○○○○アタック
5人のうち2人が使用。それぞれが敵（タタリと三貫目）に、両手両足を広げて「X字」になりボディアタックを仕掛け、股間で相手の顔を塞ぐ状態になる。そのまま木の幹に相手の後頭部を打ちつけノックアウトさせた。
おっぴろげ大回転まわしげり
ジャンプしない技。ミドルキックの状態で高速回転し、敵を蹴り飛ばす。ザ・ピンクペアを倒した。
ぬぎうちおっぴろげジャンプ
面光一が仮面ライオン丸に使用した。学生服を脱ぎざま、おっぴろげジャンプを仕掛け、そのまま股間を顔面に当てる技。仮面ライオン丸を倒した。
おっぴろげ連続ジャンプ
6人がかりの大技。馬とびから連続でおっぴろげジャンプを仕掛け、そのまま股間で顔面を打撃する。ウルトラQ太郎を倒した。
おっぴろげ人間風車
6人がかりの大技。おっぴろげジャンプの体勢で6人が縦に合体して輪になり、回転しながら前進し攻撃を仕掛ける。スーパー黄金バットマンを倒した。

## 書誌情報

### ジャンプ・コミックス版（集英社）全5巻
1. 『けっこう仮面』 1巻、集英社〈ジャンプ・コミックス〉、1976年4月30日。ISBN 978-4-08-852651-5。
2. 『けっこう仮面』 2巻、集英社〈ジャンプ・コミックス〉、1977年1月。ISBN 978-4-08-852652-2。
3. 『けっこう仮面』 3巻、集英社〈ジャンプ・コミックス〉、1977年。ISBN 978-4-08-852653-9。
4. 『けっこう仮面』 4巻、集英社〈ジャンプ・コミックス〉、1978年。ISBN 978-4-08-852654-6。
5. 『けっこう仮面』 5巻、集英社〈ジャンプ・コミックス〉、1978年。ISBN 978-4-08-852655-3。

### ジャンプコミックスデラックス版（集英社）全3巻
1. 『けっこう仮面』 1巻、集英社〈ジャンプコミックスデラックス〉、1990年8月15日。ISBN 978-4-08-858335-8。
2. 『けっこう仮面』 2巻、集英社〈ジャンプコミックスデラックス〉、1990年10月。ISBN 978-4-08-858336-5。
3. 『けっこう仮面』 3巻、集英社〈ジャンプコミックスデラックス〉、1990年12月9日。ISBN 978-4-08-858337-2。

### 角川文庫版 全3巻
1. 『けっこう仮面』 第1巻 美しき勇者！けっこう仮面、井上 章一／解説、角川書店〈角川文庫 ん13-1〉、1996年4月25日。ISBN 978-4-04-197801-6。
2. 『けっこう仮面』 第2巻 転校生は媚薬の香り、角川書店〈角川文庫 ん13-2〉、1996年4月25日。ISBN 978-4-04-197802-3。
3. 『けっこう仮面』 第3巻 美しき獲物たち、角川書店〈角川文庫 ん13-3〉、1996年4月25日。ISBN 978-4-04-197803-0。

### KCDX版（講談社） 全1巻
- 『けっこう仮面　ショッキングエッチコレクション』講談社〈KCDX〉、2003年7月4日。ISBN 978-4-06-334744-9。

### 新装版（リイド社） 全2巻
1. 『新装版　けっこう仮面』リイド社〈SPコミックス〉、2004年4月。ISBN 978-4-8458-2806-7。
2. 『新装版　けっこう仮面』 2巻、リイド社〈SPコミックス〉、2004年10月。ISBN 978-4-8458-2817-3。

### アンソロジー収録作品
- 『永井豪エッチまんがセレクション』リイド社〈SPコミックス〉、2003年8月。ISBN 978-4-8458-2309-3。 - 注釈：以下の2話が収録されている。
  - 「ハレンチ水泳特訓の巻」（単行本では「エンドレスサマー」と改題）
  - 「特訓教師干病魔の巻」（単行本では「反逆のメロディー」と改題）

### 小説版
- 十川 誠志『小説・けっこう仮面』永井 豪／原作、朝日ソノラマ〈ソノラマ文庫 555〉、1991年5月。ISBN 978-4-257-76555-4。

### 研究本
- 永井 豪、井上 章一『けっこう仮面が顔を隠す理由（わけ） 現代マンガにみる美人の研究』KADOKAWA（メディアファクトリー）〈Comic essay〉、1993年5月。ISBN 978-4-88991-296-8。
- 豊福 きこう『けっこう仮面快楽白書　マンガ・データ主義ノーカット無修正版』永井豪・ダイナミックプロ／原著、白夜書房、1999年11月。ISBN 978-4-89367-600-9。

## 他メディア展開

### 実写ビデオ
けっこう仮面役が伏せられているのは、実写版『月光仮面』で月光仮面役が「?」という表記になっていたことのパロディである。
1990年代の3作品ではけっこう仮面はマントも着けており、その第1作目ではクライマックスにマントを脱ぎ捨てる演出が盛り込まれた。

#### けっこう仮面（1991年版）
キャスト
- けっこう仮面：?（CV：久野博美）
- サタンの足の爪：ポール牧
- 無情の介：山本昌平
- 夏綿けい子：青木クリス
- 弁教師：モロ師岡
- 立花先生：プリティ長嶋
- 高橋真弓：後藤宙美
- 結花千草：華井すずみ
- 若月香織：渡辺路恵
- 青山あかね：沢村美由紀
- 見回りの教師：松竹梅
- 司会の教師：関根勤（友情出演）

スタッフ
- 脚本・監督：早川光
- 製作：ジャパンホームビデオ
- 制作協力：ダイナミック企画
- 制作プロダクション：シネルクス
- 原作・総監修：永井豪
- 撮影：奈良一彦
- 音楽：川井憲次
- 主題歌：成清加奈子「けっこう仮面のテーマ」
- 殺陣：源馬均
- スタント&アクション：グループA・T・C（川上登美子、塚田亘、渡辺亮、名取浩二）
- ポスプロ：原宿ビデオセンター、映広、テシコ
- プロデュース：伊藤直克、浦崎謙
- 製作者：升水惟雄

#### けっこう仮面2（1992年版）
キャスト
- けっこう仮面：ひ・み・つ ♥
- 高橋真弓：中野理絵
- 面光一：朝岡実嶺
- 夏綿けい子：青木クリス
- 若月香織：松居千佳
- 早乙女凡人：山口健次
- 死道竜馬：近藤理枝
- 戸塚宏一：山本竜二
- ドクター・ポチ：TERU
- アルフォンス・ルイ・シュタインベック3世：酒向芳美
- 飛鳥了：松村康夫
- 結花千草：尼崎京子
- 高畑駿：五十嵐正敏
- 宮崎守：金浜正武
- 押井勲：家富ヨウジ
- しおき教師：山口健三、水上竜士、一本木蛮
- メメクラゲに噛まれた男：沢崎裕昭
- ラーメン屋：へらちょんぺ
- 女教師：藤枝かな、小野田由紀子（友情出演）、山下紀子（友情出演）
- 教師：福井政文
- 冷奴先生：永井豪[23]
- バイオレンスチャック：団時朗[23]（特別出演）
- 教頭：大泉滉
- サタンの足の爪：九十九一

スタッフ
- 脚本・監督：秋山豊
- 助監督：片岡亨
- 製作：ジャパンホームビデオ
- 製作担当：武石宏登
- 企画：幸森軍也
- 企画協力：ダイナミック企画
- プロデューサー：伊東直克
- 撮影：田口晴久、守屋保久
- 照明：才木勝
- 録音：土屋和之、酒井雅章
- VE：中田利明、渡部篤
- ビジュアル・イフェクト・コーディネーター：松本肇
- 音楽：阿部正也、奥居史生
- 記録：河島順子
- 特殊メイク：有吉奈律子
- メイク：石井博美
- 主題歌：上田緑「けっこう仮面2 TYPE・A」、五十嵐礼美「けっこう仮面2 TYPE・B」（OVA版テーマソング「けっこう仮面の歌」と歌詞はほぼ同じだが、メロディは異なる）
- 美術：福田秋雄
- アクション監督：深作覚
- ビジュアルエフェクト：日本エフェクトセンター
- 技術協力：IMAGICA
- ポスプロ：映広
- プロデュース：伊藤直克
- 製作者：升水惟雄

#### けっこう仮面3（さん）（1993年版）
キャスト
- けっこう仮面：いったい誰なんだ?
- 高橋真弓：桂木亜沙美
- 三木村麻希：吉岡真由美
- 的射めぐみ：高橋真由美
- 若月香織：松居千佳
- 夏綿けい子：青木クリス
- 安走菊之助：一の樹愛
- キューティーハニー：近藤理枝
- スキ子姫：丘咲ひとみ
- ビビルマン：斉藤聡介
- チヂレーヌ：尾崎魔弓
- オモロイ：小宮孝泰
- カツュラ男爵：山口健次
- 直次郎：山本竜二
- 魔人：石井光三
- ラメちゃん：一本木蛮
- おかみさん：小野田由紀子
- ダンディペア：高千穂遙、神崎将臣
- 小野砂織、星ひとみ
- 教頭：大泉滉
- 黛薫：菅田俊
- サタンの足の爪：九十九一

スタッフ
- 監督・脚本：秋山豊
- 製作者：松下順一、永井隆
- プロデュース：伊藤直克、加藤東司、幸森軍也
- 企画協力：ダイナミック企画
- 撮影：田口晴久
- 音楽：阿部正也
- 主題歌：上田緑「けっこう仮面2 TYPE・A」、五十嵐礼美「けっこう仮面2 TYPE・B」
- アクション監督：深作覚
- 音響効果：柴崎憲治
- 現像・テレシネ：IMAGICA
- 製作：アートポート＋ジャパンホームビデオ

#### けっこう仮面 MASK OF KEKKOU（2003年版）
舞台の設定が、スパルタ学園からマングリフォンアナウンス学院へと変更されている。R-15指定作品。2003年製作、2004年2月6日劇場公開。DVD：2004年4月23日発売。
キャスト
- けっこう仮面：?
- 夏綿けい子（先生）：斎藤志乃
- 高橋真弓（生徒）：稲原樹莉
- 謎の学院長：鈴木ヒロミツ
- 乙灰成仁（教頭）：石丸謙二郎
- 桜木瑞穂：久保恵子
- 仲田詩乃子：江口ナオ
- 大島明（まぼろしパンティ）：長山浩巳
- 永井先生：永井豪

スタッフ
- 監督：長嶺高文
- 製作：松下順一
- 企画：加藤東司
- プロデューサー：米山紳
- アソシエイトプロデューサー：福島重幸
- 原作：永井豪
- 協力：ダイナミック企画
- 脚本：岡野勇気
- 音楽：清水真理
- 音楽プロデューサー：谷口幸生
- 演奏：奥田康博、瀬戸雅弥、野坂ひろし、斉藤ゆず
- 主題歌：清水真理「けっこう仮面の歌」作詞：永井豪 作曲：石川恵樹 編曲：清水真理（OVA版テーマソングからの流用で、歌詞およびメロディは「月光仮面は誰でしょう」のパロディ）
- 撮影：大沢栄一、大西俊哉
- 照明：津田道典
- 美術：石毛朗
- 録音：井家眞紀夫、川田保
- スタントコーディネーター：辻井啓伺、玉寄兼一郎
- 編集：渡辺孝浩
- 効果：梶野俊夫、伊東晃
- 整音：柞山京一
- スタイリスト：村島恵子
- ヘアメイク：島田万貴子、新井みどり、酒井亜美
- 美術助手：松塚隆史、Saori
- 造型：藤原鶴声
- 製作：アートポート

#### けっこう仮面 マングリフォンの逆襲（2003年版）
舞台の設定が、マングリフォン セレブ養成スクールへと変更されている。DVD：2004年7月23日発売。
キャスト
- けっこう仮面：?
- 夏綿けい子：斎藤志乃
- 高星麻由美：稲原樹莉
- 五千恵門（教頭）：石丸謙二郎
- アレサ・ベアード（謎の学院長）：鈴木ヒロミツ
- 桜木瑞穂：久保恵子
- 仲田詩乃子：江口ナオ

スタッフ
- 監督：長嶺高文
- 製作：松下順一
- 企画：加藤東司
- プロデューサー：米山紳
- アソシエイトプロデューサー：福島重幸
- 原作：永井豪
- 協力：ダイナミック企画
- 脚本：岡野勇気・坂内馨一
- 音楽：清水真理
- 音楽プロデューサー：谷口幸生
- 演奏：奥田康博、瀬戸雅弥、野坂ひろし、斉藤ゆず
- 主題歌：清水真理「けっこう仮面の歌」作詞：永井豪 作曲：石川恵樹 編曲：清水真理
- 撮影：大沢栄一、大西俊哉
- 照明：津田道典
- 美術：石毛朗
- 録音：井家眞紀夫、川田保
- 製作担当：松田憲一良
- 監督補：小貫英樹
- スタントコーディネーター：辻井啓伺、玉寄兼一郎
- 編集：渡辺孝浩
- 効果：梶野俊夫、伊東晃
- 整音：柞山京一
- スタイリスト：村島恵子
- ヘアメイク：島田万貴子、新井みどり、酒井亜美
- 美術助手：松塚隆史、Saori
- 造型：藤原鶴声
- 製作：アートポート

#### けっこう仮面 RETURNS（2004年版）
舞台の設定が、聖楠の木学園へと変更されている。2004年10月31日劇場公開。DVD：2004年11月26日発売。
キャスト
- けっこう仮面：?
- 若月香織（美人教師）：未向
- 高浜まゆみ（カナヅチ水泳部員）：ほしのあき
- 浪川大次郎（校長先生）：坂本あきら
- 磯野彩菜（水泳部キャプテン）：芳野友美
- 平野洋子（水泳部副キャプテン）：宇佐美なな
- 水田真理（まゆみの友だち）：内田ゆみ
- イヤ～ン・ソープ（仕事達人スケベコーチ）：山田太一
- 小田島（カエル先生）：大島信一
- 熱田海（コーチ）：小宮隆児
- 水城成人（悪の秘密組織マングリフォンの手先）：石丸謙二郎

スタッフ
- 監督：長嶺高文
- 製作：松下順一
- 企画：加藤東司
- プロデューサー：米山紳
- アソシエイトプロデューサー：福島重幸
- キャスティングプロデューサー：松本治朗、吉田隆則
- 原作：永井豪
- 協力：ダイナミック企画
- 脚本：岡野勇気
- 音楽：清水真理
- 音楽プロデューサー：谷口幸生
- 演奏：奥田康博、瀬戸雅弥
- 撮影：大沢栄一、大西俊哉、村中弘明、谷中重樹
- 照明：津田道典
- 美術：石毛朗、中沢正英
- 録音：谷古隆
- 整音：清水栄理子
- 編集：渡辺孝浩
- 音響効果：伊東晃、梶野俊夫
- スタントコーディネーター：辻井啓伺、玉寄兼一郎
- スタイリスト：村島恵子、天野多恵、手塚勇
- メイク：古澤貴子、山田真由美
- スタントチーム：Gocoo、STUNT JAPAN
- 製作：アートポート

#### けっこう仮面 SURPRISE（2004年版）
舞台の設定が、マングリフォン音楽学院へと変更されている。2004年10月31日劇場公開。DVD：2005年2月25日発売。
キャスト
- けっこう仮面：?
- 若月香織：未向
- 打田真弓：ほしのあき
- 調之律子：山川マキ
- 音無紀代美：東出典子
- 別当勉：横澤丈二
- 弦野響子：上村梨紗
- 大悪漢：石丸謙二郎
- ハン・オンア・ゲール：赤星昇一郎
- 豪レンジャー隊長：団時朗

スタッフ
- 監督：長嶺高文
- 製作：松下順一
- 企画：加藤東司
- プロデューサー：米山紳
- アソシエイトプロデューサー：福島重幸
- キャスティングプロデューサー：松本治朗、吉田隆則
- 原作：永井豪
- 協力：ダイナミック企画
- 脚本：岡野勇気
- 音楽：清水真理
- 音楽プロデューサー：谷口幸生
- 楽器指導：斉藤ゆず
- 演奏：奥田康博、瀬戸雅弥、久田み子
- フラメンコ指導：岡本倫子
- 撮影：大沢栄一、大西俊哉、村中弘明、谷中重樹
- 照明：津田道典
- 美術：石毛朗、中沢正英
- 録音：谷古隆
- 整音：清水栄理子
- 編集：渡辺孝浩
- 音響効果：伊東晃、梶野俊夫
- スタントコーディネーター：辻井啓伺、玉寄兼一郎
- スタイリスト：村島恵子、天野多恵、手塚勇
- メイク：古澤貴子、山田真由美
- スタントチーム：Gocoo、STUNT JAPAN
- 製作：アートポート

#### けっこう仮面 ロワイヤル（2006年版）
舞台の設定が、全寮制塾 スパルタ学園へと変更されている。DVD：2007年5月25日発売。
キャスト
- けっこう仮面：?
- 結花千草：小澤マリア
- 高橋真弓：北村ひとみ
- 夏綿けい子：寧々
- 面光一：範田紗々
- サタンの足の爪（スパルタ学園 学園長）：ノッチ
- 只野教士（担任教師）：大堀こういち
- 芦草沸芽（しおき教師）：くまだまさし
- 居合抜男（しおき教師）：森下能幸

スタッフ
- 監督：鈴木浩介
- 製作：松下順一
- 脚本：坪田塁
- 企画：加藤東司
- 原作：永井豪
- プロデューサー：岡川晃基、鈴木浩介
- 音楽監督：遠藤浩二
- 主題歌：中原翔子「けっこう仮面の歌」作詞：永井豪、作曲：石川恵樹、編曲：清水真理
- 挿入歌：マミー金城「夜露のマミー」作詞：田田田田（タダデンタ）、作曲：遠藤浩二
- 撮影：伊東伸久
- 照明：木村明生
- 録音：岩丸恒
- タイトルCG：坂本サク
- 編集：餌取志保
- 整音：村上浩
- 効果：小山英雄
- VFX：正司大和
- 助監督：井上雄介
- 殺陣：森崎えいじ、田渕景也
- 美術デザイン：桜井陽一
- 装飾：山本昭夫
- 持道具：堀口浩明
- 衣装：水野美樹子　下田翼
- メイク：遠山直美
- マスク制作：西村喜廣　石野大雅
- スチール：村木司
- 制作協力：円谷エンターテインメント、ハニーバニー
- 製作：アートポート

#### けっこう仮面 プレミアム（2006年版）
舞台の設定は『けっこう仮面 ロワイヤル』と同じく全寮制塾 スパルタ学園。DVD：2007年6月22日発売。
キャスト
- けっこう仮面：?
- 結花千草：小澤マリア
- 高橋真弓：北村ひとみ
- 夏綿けい子：寧々
- 面光一：範田紗々
- 生徒：坂本真
- サタンの足の爪（スパルタ学園 学園長）：ノッチ
- 只野教士（担任教師）：大堀こういち
- 桑江手蕪朗（しおき教師）：谷川昭一郎
- 我態太（しおき教師）：加藤トモヒロ
- 関暁夫（ハローバイバイ）
- 林克治（カリカ）

スタッフ
- 監督：鈴木浩介
- 脚本：坪田塁
- 編集：江間かほり
- 製作：アートポート

#### けっこう仮面 フォーエバー（2006年版）
舞台の設定は『けっこう仮面 ロワイヤル』『けっこう仮面 プレミアム』と同じく全寮制塾 スパルタ学園。DVD：2007年7月27日発売。
キャスト
- けっこう仮面：?
- 結花千草：小澤マリア
- 高橋真弓：北村ひとみ
- 夏綿けい子：寧々
- 面光一：範田紗々
- サタンの足の爪：ノッチ
- 羅数墓守也：遠藤憲一
- 他に、大堀こういち

スタッフ
- 監督：鈴木浩介
- 脚本：坪田塁
- 編集：市川高穂
- 製作：アートポート

### 実写映画

#### けっこう仮面 新生 （2012年版）
『けっこう仮面 新生（リボーン）』は、3代目恵比寿マスカッツリーダーの希志あいのを主演に実写映画化 。舞台は、全国トップの難関大学進学率を誇る全寮制進学校、スパルタ学園。
キャッチコピーは「愛と正義の使者、参上!」。
出演
- けっこう仮面：?
- 高橋真弓：希志あいの
- 結花千草：戸田れい
- 鈴木明子：清水美砂子
- 仕置き教師 真田：青木佳文
- 齢十郎：粕谷佳五
- サタンの足の爪：鈴鹿貴規

スタッフ
- 監督 - 笠木望
- 原作 - 永井豪「けっこう仮面」
- 原作協力 - 徳原八州・永井一巨（ダイナミック企画）
- プロデューサー - 飯塚達介・森角威之
- 脚本 - 小松公典
- 撮影監督 - 古屋幸一
- 録音 - 青木瑠生
- 助監督 - 芦塚慎太郎
- 制作担当 - 新井聡
- メイク - 岩浅美都子（おかもと技粧）
- 特殊造形 - 石野大雅（STUDIO HIGEMEGANE）
- 技斗 - TeamAZURA（赤木山伍里蔵、鈴鹿貴規）
- スチール - 土屋久美子（けっこう仮面）
- AP - 阿部卓也
- 制作 - 杜方
- プロデュース - 飯塚達介、森角威之
- 製作・企画・配給 - AMGエンタテインメント

### OVA
全2巻。
- 製作・発売元：日本コロムビア
  - 発売日：第1巻：1991年、第2巻：1992年（ビデオ版）・2001年4月21日（DVD版）
- 監督：近藤信宏（第1巻／第1話、第2話）、よしもときんじ（第2巻／第3話、第4話）
- 音楽：石川恵樹
- テーマソング（歌：篠原恵美）
  - 「モロダシ・ヒロインけっこう仮面」作詞：高円寺博：作曲：石川恵樹、編曲：清水真理（歌詞は「デビルマンのうた」のパロディ）
  - 「けっこう仮面の歌」作詞：永井豪：作曲：石川恵樹、編曲：清水真理
- 声の出演
  - けっこう仮面：篠原恵美
  - 高橋真弓：安藤ありさ
  - 結花千草：井上喜久子
  - サタンの足の爪：八奈見乗児
  - ベン先生：星野充昭
  - ゲシュタポ子：小宮和枝
  - 朱悪津ネガ太郎：玄田哲章
  - 田中花子：かないみか
  - 水溜まり強かろう：梁田清之

### アダルトゲーム
PC-9800シリーズ用アダルトゲームとして2作品が発売された。開発はアイデス、原画は牧野靖弘が担当。主人公はスパルタ学園の教師としてけっこう仮面の正体を探りつつ、生徒に仕置きを行う。仕置きの内容は「ブロマイドを生徒の裸体に画鋲で止める」など、生徒に苦痛を与えるようなものが多い。
- 『けっこう仮面 おしおきパラダイスの巻』（発売日：1994年4月8日）
- 『けっこう仮面2 おしおき伝説の巻』（発売日：1995年8月14日）

### すっぽんぽん戦隊 けっこう仮面V -FIVE-
永井豪監修による『けっこう仮面』の世界のオリジナルストーリーを、5人のAV女優がグラビアで演じるという、写真とコミックを融合させたグラビア本。永井豪描き下ろしの『今宵もけっこう けっこう仮面』が別途収録されている。
- 撮影：宮澤正明
- 発売元：講談社
  - 発売日：2004年7月28日
- ISBN 4-06-307852-3
- キャスト
  - けっこうイエロー：松島かえで
  - けっこうブルー：吉沢明歩
  - けっこうグリーン：小沢菜穂
  - けっこうピンク：沢口あすか
  - けっこうパープル：蒼井そら

## 派生漫画作品

### けっこう仮面P（ピーチ）
『週刊ヤングマガジン』（講談社）2003年39号から2004年27号まで連載された、永井豪原作、脚本を原田重光、作画を湊青樹が担当。

#### あらすじ
6人姉妹の「けっこう仮面」が活躍していた時代から30年後、スパルタ学園は再び有名高校進学率の全国トップに返り咲く。元学園長「サタンの足の爪」の息子である現学園長は父の教育方針を受け継ぎ、再びスパルタ学園でおしおきの恐怖により生徒達を支配していた。そこに「けっこう仮面」を名乗る仮面以外全裸の少女「けっこう仮面P（ピーチ）」が現れる。
物語が進むにつれ、勝気な2人目の「けっこう仮面L（レモン）」、巨乳を武器に闘う3人目の「けっこう仮面M（メロン）」、女性を相手に苦戦する「けっこう仮面」達の下に助太刀に現れた男性の「けっこう仮面B（バナナ）」と仲間が増えていく。

#### 単行本
1. 『けっこう仮面P（ピーチ）』永井 豪／原作・湊 青樹／漫画・原田 重光／脚本、講談社〈ヤングマガジンKC〉、2004年5月。ISBN 978-4-06-361235-6。
2. 『けっこう仮面P（ピーチ）』永井 豪／原作・湊 青樹／漫画・原田 重光／脚本、講談社〈ヤングマガジンKC〉、2004年7月。ISBN 978-4-06-361249-3。

### ハレンチゴルファー十べえ
『ハレンチ学園』のゴルフ漫画版。けっこう仮面も大活躍する。

#### 単行本
- 『ハレンチゴルファー十べえ』Gakken〈GSコミックス（Gakken sports comics）〉、2005年4月。ISBN 978-4-05-603928-3。

### THE エクセレント～けっこう仮面外伝～
『ビジネスジャンプ』（集英社）2011年14号に掲載された猪熊しのぶによる35ページの読み切り作品。「永井豪トリビュート企画」の第2弾であった。「けっこう仮面ネクスト」となった高橋真弓が、スパルタ学園を引き継ぐ「良妻賢母学園」に潜入するという内容。